# Noti Once
Noti Once es el espacio de noticias de Canal Once, televisora regional de Maracaibo, estado Zulia, Venezuela.

## Historia
Sale al aire en 1987 como Noti Once. En 1992 cambia su nombre a NC Noticias (al pasar el canal a llamarse NC Televisión).
En 2013 se retoma el nombre Noti Once dado el nuevo cambio de denominación del canal a Canal Once.

## Anclas
- Freddy Curiel
- Mary Paz Martín
- Carlos Ernesto Bohórquez
- Evelyn Márquez
- Carmen Delia Huerta
- Henry José Chirinos
- Alessandro Lombardi
- Ramón Enrique Castellano†
- Orieta Fernández
- Santiago De León
- Larry Arellano
- Juan García
- Juan Carlos León
- Mercy Croes
- Enler García Figuera
- Johanna Pabón
- Katherine Alfonzo
- Luz Maris Barreto
- Rafael Petit
- Eduardo Medina
- Noyra Soto
- Yajaira Martínez
- Lucía Urdaneta
- Jenny Soto
- Edwin Prieto
- Ricardo Luzardo
- María Fernanda Muñoz
- Yeixson Roubier
- Mary Carmen Melean
- Javier Ramirez

## Emisiones
- Meridiana Lunes a viernes 12:00 h
- Estelar Lunes a viernes 19:00 h